# Buhalnița (okręg Jassy)
Buhalnița – wieś w Rumunii, w okręgu Jassy, w gminie Ceplenița. W 2011 roku liczyła 1281 mieszkańców.